# 카이세리주

카이세리주의 위치

카이세리주(튀르키예어: Kayseri ili)는 튀르키예 중부에 위치한 주로, 중앙아나톨리아 지역에 속한다. 주도는 카이세리이며 면적은 16,917km2, 인구는 1,096,088명(2007년 기준), 자동차 번호는 38번, 시외전화 지역번호는 0352번이다. 16개 군을 관할한다. 튀르키예 신화와 밀접한 관련이 있는 지역이기 때문에 튀르키예의 역사에서 가장 중요한 곳으로 여겨진다.